# Rudnik Tušanj
Rudnik Tušanj je bio rudnik kamene soli Tušanj. Najveći je u ovom dijelu Europe.
Otvoren je 1967. godine. Slana voda nekontrolirano se eksploatirala 115 godina, 70-ih i 80-ih 20. stoljeća bjesomučnim ritmom, preko milijun i pol slanice. To je glavni uzrok što Tuzla propada u zemlju. Stručnjaci su najozbiljnije upozoravali na moguće kataklizmičke učinke, tj. skoro pola grada moglo bi odjednom propasti u zemlju. Od otvaranja tušanjskog rudnika stara Tuzla ubrzano nestaje, čak i nakon zatvaranja. Za gradnju je nepodobno proglašeno 500 hektara zemljišta, nekoliko desetaka tisuća četvornih metara stambene površine srušeno je ili nestalo. Propale su građevine iz Austro-Ugarske i turski povijesni spomenici, i tek dio građevina je saniran.
16. travnja 2002. metodom ulijevanja slane vode počelo je zatvaranje rudnika. Rudnik je zapunjen iz obližnjih slanih bunara, koji su nastavili raditi za potrebe lukavačke i tuzlanske industrije. Primijenjena metoda zatvaranja je najnesigurnija i najlošija. Ponašanje zapunjenih masiva nije nikako preventivnim rudarski mjereno, pa se zna samo za površinske ishode, a ništa se ne zna o procesima u podzemlju. Intenzivno slijeganje očekuje se 7 do 10 godina nakon potpunog zatvaranja. Posljedice se se možda osjećati i 50 godina poslije.